# Campionato mondiale maschile di hockey su pista San Juan 2011
Il Campionato del Mondo 2011 è stata la 40ª edizione del campionato del mondo di hockey su pista; la manifestazione è stata disputata in Argentina a San Juan dal 24 settembre al 1º ottobre 2011.

La competizione fu organizzata dalla Fédération Internationale de Roller Sports.

Il torneo è stato vinto dalla nazionale spagnola per la 15ª volta nella sua storia.

## Città ospitanti e impianti sportivi
| CITTÀ    | IMPIANTO             | CAPIENZA |
| San Juan | Estadio Aldo Cantoni | 8.000    |

## Prima fase

### Girone A

#### Risultati
| San Juan 24 settembre 2011, ore 21:00 UTC-3 | Spagna                       | 8 – 1 referto | Cile | Estadio Aldo Cantoni\| Arbitri: \| Alberto Bisacco Daniel Costa \| |
| Arbitri:                                    | Alberto Bisacco Daniel Costa |               |      |                                                                    |

| San Juan 25 settembre 2011, ore 13:00 UTC-3 | Svizzera                    | 6 – 0 referto | Paesi Bassi | Estadio Aldo Cantoni\| Arbitri: \| Frank Jacques Joaquin Pinto \| |
| Arbitri:                                    | Frank Jacques Joaquin Pinto |               |             |                                                                   |

| San Juan 26 settembre 2011, ore 18:00 UTC-3 | Spagna                        | 15 – 1 referto | Paesi Bassi | Estadio Aldo Cantoni\| Arbitri: \| Silvio Alcaide Thomas Ullrich \| |
| Arbitri:                                    | Silvio Alcaide Thomas Ullrich |                |             |                                                                     |

| San Juan 26 settembre 2011, ore 19:30 UTC-3 | Cile                            | 3 – 1 referto | Svizzera | Estadio Aldo Cantoni\| Arbitri: \| Giovanni Grisales Josè Monteiro \| |
| Arbitri:                                    | Giovanni Grisales Josè Monteiro |               |          |                                                                       |

| San Juan 27 settembre 2011, ore 18:00 UTC-3 | Cile                        | 6 – 1 referto | Paesi Bassi | Estadio Aldo Cantoni\| Arbitri: \| Sergio Insua Franck Jacques \| |
| Arbitri:                                    | Sergio Insua Franck Jacques |               |             |                                                                   |

| San Juan 27 settembre 2011, ore 19:30 UTC-3 | Spagna                           | 4 – 0 referto | Svizzera | Estadio Aldo Cantoni\| Arbitri: \| Silvio Alcaide Ulderico Barbrisi \| |
| Arbitri:                                    | Silvio Alcaide Ulderico Barbrisi |               |          |                                                                        |

#### Classifica
|    | Squadra     | PT | G | V | N | P | GF | GS | Diff. | Note |
| -- | ----------- | -- | - | - | - | - | -- | -- | ----- | ---- |
| 1. | Spagna      | 9  | 3 | 3 | 0 | 0 | 27 | 2  | +25   |      |
| 2. | Cile        | 6  | 3 | 2 | 0 | 1 | 10 | 10 | 0     |      |
| 3. | Svizzera    | 3  | 3 | 1 | 0 | 2 | 7  | 7  | 0     |      |
| 4. | Paesi Bassi | 0  | 3 | 0 | 0 | 3 | 2  | 27 | -25   |      |

### Girone B

#### Risultati
| San Juan 25 settembre 2011, ore 18:00 UTC-3 | Sudafrica                   | 0 – 11 referto | Italia | Estadio Aldo Cantoni\| Arbitri: \| Enrico Armati Frank Jacques \| |
| Arbitri:                                    | Enrico Armati Frank Jacques |                |        |                                                                   |

| San Juan 25 settembre 2011, ore 21:30 UTC-3 | Germania                         | 2 – 4 referto | Argentina | Estadio Aldo Cantoni\| Arbitri: \| Giovanni Grisales Oscar Valverde \| |
| Arbitri:                                    | Giovanni Grisales Oscar Valverde |               |           |                                                                        |

| San Juan 26 settembre 2011, ore 13:00 UTC-3 | Germania                  | 1 – 6 referto | Italia | Estadio Aldo Cantoni\| Arbitri: \| Antonio Gomez Alvaro Meza \| |
| Arbitri:                                    | Antonio Gomez Alvaro Meza |               |        |                                                                 |

| San Juan 26 settembre 2011, ore 21:30 UTC-3 | Argentina                 | 10 – 1 referto | Sudafrica | Estadio Aldo Cantoni\| Arbitri: \| Antonio Gomez Alvaro Meza \| |
| Arbitri:                                    | Antonio Gomez Alvaro Meza |                |           |                                                                 |

| San Juan 27 settembre 2011, ore 11:30 UTC-3 | Germania                        | 9 – 2 referto | Sudafrica | Estadio Aldo Cantoni\| Arbitri: \| Giovanni Grisales Josè Monteiro \| |
| Arbitri:                                    | Giovanni Grisales Josè Monteiro |               |           |                                                                       |

| San Juan 27 settembre 2011, ore 21:30 UTC-3 | Argentina                   | 7 – 2 referto | Italia | Estadio Aldo Cantoni\| Arbitri: \| Josè Monteiro Joaquin Pinto \| |
| Arbitri:                                    | Josè Monteiro Joaquin Pinto |               |        |                                                                   |

#### Classifica
|    | Squadra   | PT | G | V | N | P | GF | GS | Diff. | Note |
| -- | --------- | -- | - | - | - | - | -- | -- | ----- | ---- |
| 1. | Argentina | 9  | 3 | 3 | 0 | 0 | 21 | 5  | +16   |      |
| 2. | Italia    | 6  | 3 | 2 | 0 | 1 | 19 | 8  | +11   |      |
| 3. | Germania  | 3  | 3 | 1 | 0 | 2 | 12 | 12 | 0     |      |
| 4. | Sudafrica | 0  | 3 | 0 | 0 | 3 | 3  | 30 | -27   |      |

### Girone C

#### Risultati
| San Juan 25 settembre 2011, ore 11:30 UTC-3 | Mozambico                  | 10 – 1 referto | Stati Uniti | Estadio Aldo Cantoni\| Arbitri: \| Enrico Armati Sergio Insua \| |
| Arbitri:                                    | Enrico Armati Sergio Insua |                |             |                                                                  |

| San Juan 25 settembre 2011, ore 16:30 UTC-3 | Angola                         | 2 – 6 referto | Portogallo | Estadio Aldo Cantoni\| Arbitri: \| Ulderico Barbarisi Alvaro Meza \| |
| Arbitri:                                    | Ulderico Barbarisi Alvaro Meza |               |            |                                                                      |

| San Juan 26 settembre 2011, ore 10:00 UTC-3 | Stati Uniti                      | 4 – 7 referto | Angola | Estadio Aldo Cantoni\| Arbitri: \| Giovanni Grisales Thomas Ullrich \| |
| Arbitri:                                    | Giovanni Grisales Thomas Ullrich |               |        |                                                                        |

| San Juan 26 settembre 2011, ore 16:30 UTC-3 | Mozambico                  | 3 – 7 referto | Portogallo | Estadio Aldo Cantoni\| Arbitri: \| Daniel Costa Frank Jacques \| |
| Arbitri:                                    | Daniel Costa Frank Jacques |               |            |                                                                  |

| San Juan 27 settembre 2011, ore 13:00 UTC-3 | Mozambico                   | 4 – 3 referto | Angola | Estadio Aldo Cantoni\| Arbitri: \| Sergio Insua Oscar Valverde \| |
| Arbitri:                                    | Sergio Insua Oscar Valverde |               |        |                                                                   |

| San Juan 27 settembre 2011, ore 16:30 UTC-3 | Stati Uniti                    | 1 – 18 referto | Portogallo | Estadio Aldo Cantoni\| Arbitri: \| Silvio Alcaide Alberto Bisacco \| |
| Arbitri:                                    | Silvio Alcaide Alberto Bisacco |                |            |                                                                      |

#### Classifica
|    | Squadra     | PT | G | V | N | P | GF | GS | Diff. | Note |
| -- | ----------- | -- | - | - | - | - | -- | -- | ----- | ---- |
| 1. | Portogallo  | 9  | 3 | 3 | 0 | 0 | 31 | 6  | +25   |      |
| 2. | Mozambico   | 6  | 3 | 2 | 0 | 1 | 17 | 11 | +6    |      |
| 3. | Angola      | 3  | 3 | 1 | 0 | 2 | 12 | 14 | -2    |      |
| 4. | Stati Uniti | 0  | 3 | 0 | 0 | 3 | 6  | 35 | -29   |      |

### Girone D

#### Risultati
| San Juan 25 settembre 2011, ore 10:00 UTC-3 | Inghilterra                   | 1 – 5 referto | Colombia | Estadio Aldo Cantoni\| Arbitri: \| Silvio Alcaide Thomas Ullrich \| |
| Arbitri:                                    | Silvio Alcaide Thomas Ullrich |               |          |                                                                     |

| San Juan 25 settembre 2011, ore 19:30 UTC-3 | Francia                     | 1 – 8 referto | Brasile | Estadio Aldo Cantoni\| Arbitri: \| Antonio Gomez Josè Monteiro \| |
| Arbitri:                                    | Antonio Gomez Josè Monteiro |               |         |                                                                   |

| San Juan 26 settembre 2011, ore 11:30 UTC-3 | Colombia                    | 2 – 4 referto | Francia | Estadio Aldo Cantoni\| Arbitri: \| Sergio Insua Oscar Valverde \| |
| Arbitri:                                    | Sergio Insua Oscar Valverde |               |         |                                                                   |

| San Juan 26 settembre 2011, ore 15:00 UTC-3 | Inghilterra                        | 2 – 7 referto | Brasile | Estadio Aldo Cantoni\| Arbitri: \| Ulderico Barbarisi Alberto Bisacco \| |
| Arbitri:                                    | Ulderico Barbarisi Alberto Bisacco |               |         |                                                                          |

| San Juan 27 settembre 2011, ore 10:00 UTC-3 | Colombia                    | 2 – 9 referto | Brasile | Estadio Aldo Cantoni\| Arbitri: \| Enrico Armati Joaquin Pinto \| |
| Arbitri:                                    | Enrico Armati Joaquin Pinto |               |         |                                                                   |

| San Juan 27 settembre 2011, ore 15:00 UTC-3 | Inghilterra                | 1 – 5 referto | Francia | Estadio Aldo Cantoni\| Arbitri: \| Enrico Armati Daniel Costa \| |
| Arbitri:                                    | Enrico Armati Daniel Costa |               |         |                                                                  |

#### Classifica
|    | Squadra     | PT | G | V | N | P | GF | GS | Diff. | Note |
| -- | ----------- | -- | - | - | - | - | -- | -- | ----- | ---- |
| 1. | Brasile     | 9  | 3 | 3 | 0 | 0 | 24 | 5  | +19   |      |
| 2. | Francia     | 6  | 3 | 2 | 0 | 1 | 10 | 11 | -1    |      |
| 3. | Colombia    | 3  | 3 | 1 | 0 | 2 | 9  | 14 | -5    |      |
| 4. | Inghilterra | 0  | 3 | 0 | 0 | 3 | 4  | 17 | -13   |      |

## Fase finale

### Fase 1º - 8º posto

#### Tabellone principale
|  | Quarti di finale | Quarti di finale |              |           | Semifinali      | Semifinali      |  |  | Finale     | Finale |
|  |                  |                  |              |           |                 |                 |  |  |            |        |
|  | 29 settembre     |                  |              |           |                 |                 |  |  |            |        |
|  |                  |                  |              |           |                 |                 |  |  |            |        |
|  | Portogallo       | 6                |              |           |                 |                 |  |  |            |        |
|  | Portogallo       | 6                | 30 settembre |           |                 |                 |  |  |            |        |
|  | Francia          | 3                |              |           |                 |                 |  |  |            |        |
|  | Francia          | 3                | Portogallo   | 3         |                 |                 |  |  |            |        |
|  | 29 settembre     |                  | Portogallo   | 3         |                 |                 |  |  |            |        |
|  |                  | Argentina        | 4            |           |                 |                 |  |  |            |        |
|  | Argentina        | Argentina        | 4            | 12        |                 |                 |  |  |            |        |
|  | Argentina        |                  | 1º ottobre   | 12        |                 |                 |  |  |            |        |
|  | Cile             | 3                |              |           |                 |                 |  |  |            |        |
|  | Cile             | 3                | Argentina    | 4         |                 |                 |  |  |            |        |
|  | 29 settembre     |                  | Argentina    | 4         |                 |                 |  |  |            |        |
|  |                  | Spagna           | 5            |           |                 |                 |  |  |            |        |
|  | Brasile          | Spagna           | 5            | 6         |                 |                 |  |  |            |        |
|  | Brasile          | 30 settembre     |              | 6         |                 |                 |  |  |            |        |
|  | Mozambico        | 9                |              |           |                 |                 |  |  |            |        |
|  | Mozambico        | 9                | Mozambico    | 3         | Finale 3º posto | Finale 3º posto |  |  |            |        |
|  | 29 settembre     |                  | Mozambico    | 3         | Finale 3º posto | Finale 3º posto |  |  |            |        |
|  |                  | Spagna           | 4            |           |                 |                 |  |  |            |        |
|  | Spagna           | Spagna           | 4            | 5         | Portogallo      | 9               |  |  |            |        |
|  | Spagna           |                  |              | 5         | Portogallo      | 9               |  |  |            |        |
|  | Italia           | 2                |              | Mozambico | 2               |                 |  |  |            |        |
|  | Italia           | 2                |              |           | 2               |                 |  |  |            |        |
|  |                  |                  |              |           |                 |                 |  |  | 1º ottobre |        |
|  |                  |                  |              |           |                 |                 |  |  |            |        |

#### Quarti di finale
| San Juan 29 settembre 2011, ore 16:30 UTC-3 | Portogallo                         | 6 – 3 referto | Francia | Estadio Aldo Cantoni\| Arbitri: \| Ulderico Barbarisi Alberto Bisacco \| |
| Arbitri:                                    | Ulderico Barbarisi Alberto Bisacco |               |         |                                                                          |

| San Juan 29 settembre 2011, ore 18:00 UTC-3 | Brasile                     | 6 – 9 referto | Mozambico | Estadio Aldo Cantoni\| Arbitri: \| Josè Monteiro Joaquin Pinto \| |
| Arbitri:                                    | Josè Monteiro Joaquin Pinto |               |           |                                                                   |

| San Juan 29 settembre 2011, ore 19:30 UTC-3 | Spagna                    | 5 – 2 referto | Italia | Estadio Aldo Cantoni\| Arbitri: \| Daniel Costa Sergio Insua \| |
| Arbitri:                                    | Daniel Costa Sergio Insua |               |        |                                                                 |

| San Juan 29 settembre 2011, ore 21:30 UTC-3 | Argentina                    | 12 – 3 referto | Cile | Estadio Aldo Cantoni\| Arbitri: \| Antonio Gomez Oscar Valverde \| |
| Arbitri:                                    | Antonio Gomez Oscar Valverde |                |      |                                                                    |

#### Semifinali 5º - 8º posto
| San Juan 30 settembre 2011, ore 16:30 UTC-3 | Francia                      | 3 – 4 referto | Cile | Estadio Aldo Cantoni\| Arbitri: \| Joaquin Pinto Thomas Ullrich \| |
| Arbitri:                                    | Joaquin Pinto Thomas Ullrich |               |      |                                                                    |

| San Juan 30 settembre 2011, ore 18:00 UTC-3 | Brasile                       | 1 – 6 referto | Italia | Estadio Aldo Cantoni\| Arbitri: \| Giovanni Grisales Alvaro Meza \| |
| Arbitri:                                    | Giovanni Grisales Alvaro Meza |               |        |                                                                     |

#### Semifinali 1º - 4º posto
| San Juan 30 settembre 2011, ore 19:30 UTC-3 | Mozambico                  | 3 – 4 referto | Spagna | Estadio Aldo Cantoni\| Arbitri: \| Josè Monteiro Sergio Insua \| |
| Arbitri:                                    | Josè Monteiro Sergio Insua |               |        |                                                                  |

| San Juan 30 settembre 2011, ore 21:30 UTC-3 | Portogallo                  | 3 – 4 referto | Argentina | Estadio Aldo Cantoni\| Arbitri: \| Enrico Armati Antonio Gomez \| |
| Arbitri:                                    | Enrico Armati Antonio Gomez |               |           |                                                                   |

#### Finali 7º - 8º posto
| San Juan 1º ottobre 2011, ore 15:30 UTC-3 | Francia                       | 5 – 4 referto | Brasile | Estadio Aldo Cantoni\| Arbitri: \| Alberto Bisacco Antonio Gomez \| |
| Arbitri:                                  | Alberto Bisacco Antonio Gomez |               |         |                                                                     |

#### Finali 5º - 6º posto
| San Juan 1º ottobre 2011, ore 17:00 UTC-3 | Cile                        | 0 – 4 referto | Italia | Estadio Aldo Cantoni\| Arbitri: \| Daniel Costa Oscar Valverde \| |
| Arbitri:                                  | Daniel Costa Oscar Valverde |               |        |                                                                   |

#### Finali 3º - 4º posto
| San Juan 1º ottobre 2011, ore 18:30 UTC-3 | Portogallo                        | 9 – 2 referto | Mozambico | Estadio Aldo Cantoni\| Arbitri: \| Ulderico Barbarisi Thomas Ullrich \| |
| Arbitri:                                  | Ulderico Barbarisi Thomas Ullrich |               |           |                                                                         |

#### Finali 1º - 2º posto
| San Juan 1º ottobre 2011, ore 20:00 UTC-3 | Argentina                   | 4 – 5 referto | Spagna | Estadio Aldo Cantoni\| Arbitri: \| Josè Monteiro Joaquin Pinto \| |
| Arbitri:                                  | Josè Monteiro Joaquin Pinto |               |        |                                                                   |

### Fase 9º - 16º posto

#### Tabellone principale
|  | Quarti di finale | Quarti di finale |              |        | Semifinali       | Semifinali       |  |  | Finale 9º posto | Finale 9º posto |
|  |                  |                  |              |        |                  |                  |  |  |                 |                 |
|  | 29 settembre     |                  |              |        |                  |                  |  |  |                 |                 |
|  |                  |                  |              |        |                  |                  |  |  |                 |                 |
|  | Svizzera         | 3                |              |        |                  |                  |  |  |                 |                 |
|  | Svizzera         | 3                | 30 settembre |        |                  |                  |  |  |                 |                 |
|  | Sudafrica        | 1                |              |        |                  |                  |  |  |                 |                 |
|  | Sudafrica        | 1                | Svizzera     | 6      |                  |                  |  |  |                 |                 |
|  | 29 settembre     |                  | Svizzera     | 6      |                  |                  |  |  |                 |                 |
|  |                  | Colombia         | 0            |        |                  |                  |  |  |                 |                 |
|  | Colombia         | Colombia         | 0            | 5      |                  |                  |  |  |                 |                 |
|  | Colombia         |                  | 1º ottobre   | 5      |                  |                  |  |  |                 |                 |
|  | Stati Uniti      | 2                |              |        |                  |                  |  |  |                 |                 |
|  | Stati Uniti      | 2                | Svizzera     | 4      |                  |                  |  |  |                 |                 |
|  | 29 settembre     |                  | Svizzera     | 4      |                  |                  |  |  |                 |                 |
|  |                  | Germania         | 3            |        |                  |                  |  |  |                 |                 |
|  | Germania         | Germania         | 3            | 3      |                  |                  |  |  |                 |                 |
|  | Germania         | 30 settembre     |              | 3      |                  |                  |  |  |                 |                 |
|  | Paesi Bassi      | 2                |              |        |                  |                  |  |  |                 |                 |
|  | Paesi Bassi      | 2                | Germania     | 4      | Finale 11º posto | Finale 11º posto |  |  |                 |                 |
|  | 29 settembre     |                  | Germania     | 4      | Finale 11º posto | Finale 11º posto |  |  |                 |                 |
|  |                  | Angola           | 3            |        |                  |                  |  |  |                 |                 |
|  | Angola           | Angola           | 3            | 7      | Colombia         | 1                |  |  |                 |                 |
|  | Angola           |                  |              | 7      | Colombia         | 1                |  |  |                 |                 |
|  | Inghilterra      | 1                |              | Angola | 3                |                  |  |  |                 |                 |
|  | Inghilterra      | 1                |              |        | 3                |                  |  |  |                 |                 |
|  |                  |                  |              |        |                  |                  |  |  | 1º ottobre      |                 |
|  |                  |                  |              |        |                  |                  |  |  |                 |                 |

#### Quarti di finale
| San Juan 29 settembre 2011, ore 09:00 UTC-3 | Svizzera                   | 3 – 1 referto | Sudafrica | Estadio Aldo Cantoni\| Arbitri: \| Daniel Costa Antonio Gomez \| |
| Arbitri:                                    | Daniel Costa Antonio Gomez |               |           |                                                                  |

| San Juan 29 settembre 2011, ore 10:30 UTC-3 | Germania                  | 3 – 2 referto | Paesi Bassi | Estadio Aldo Cantoni\| Arbitri: \| Enrico Armati Alvaro Meza \| |
| Arbitri:                                    | Enrico Armati Alvaro Meza |               |             |                                                                 |

| San Juan 29 settembre 2011, ore 12:00 UTC-3 | Angola                          | 7 – 1 referto | Inghilterra | Estadio Aldo Cantoni\| Arbitri: \| Giovanni Grisales Frank Jacques \| |
| Arbitri:                                    | Giovanni Grisales Frank Jacques |               |             |                                                                       |

| San Juan 29 settembre 2011, ore 13:30 UTC-3 | Colombia                   | 5 – 2 referto | Stati Uniti | Estadio Aldo Cantoni\| Arbitri: \| Alvaro Meza Thomas Ullrich \| |
| Arbitri:                                    | Alvaro Meza Thomas Ullrich |               |             |                                                                  |

#### Semifinali 13º - 16º posto
| San Juan 30 settembre 2011, ore 09:00 UTC-3 | Sudafrica                        | 9 – 11 referto | Stati Uniti | Estadio Aldo Cantoni\| Arbitri: \| Ulderico Barbarisi Joaquin Pinto \| |
| Arbitri:                                    | Ulderico Barbarisi Joaquin Pinto |                |             |                                                                        |

| San Juan 30 settembre 2011, ore 10:30 UTC-3 | Paesi Bassi                  | 4 – 3 referto | Inghilterra | Estadio Aldo Cantoni\| Arbitri: \| Antonio Gomez Thomas Ullrich \| |
| Arbitri:                                    | Antonio Gomez Thomas Ullrich |               |             |                                                                    |

#### Semifinali 9º - 12º posto
| San Juan 30 settembre 2011, ore 12:00 UTC-3 | Svizzera                      | 6 – 0 referto | Colombia | Estadio Aldo Cantoni\| Arbitri: \| Alberto Bisacco Frank Jacques \| |
| Arbitri:                                    | Alberto Bisacco Frank Jacques |               |          |                                                                     |

| San Juan 30 settembre 2011, ore 13:30 UTC-3 | Germania                    | 4 – 3 referto | Angola | Estadio Aldo Cantoni\| Arbitri: \| Silvio Alcaide Daniel Costa \| |
| Arbitri:                                    | Silvio Alcaide Daniel Costa |               |        |                                                                   |

#### Finale 15º - 16º posto
| San Juan 1º ottobre 2011, ore 09:00 UTC-3 | Sudafrica                   | 4 – 7 referto | Inghilterra | Estadio Aldo Cantoni\| Arbitri: \| Silvio Alcaide Sergio Insua \| |
| Arbitri:                                  | Silvio Alcaide Sergio Insua |               |             |                                                                   |

#### Finale 13º - 14º posto
| San Juan 1º ottobre 2011, ore 10:30 UTC-3 | Stati Uniti                    | 5 – 0 referto | Paesi Bassi | Estadio Aldo Cantoni\| Arbitri: \| Alberto Bisacco Oscar Valverde \| |
| Arbitri:                                  | Alberto Bisacco Oscar Valverde |               |             |                                                                      |

#### Finale 11º - 12º posto
| San Juan 1º ottobre 2011, ore 12:00 UTC-3 | Colombia                         | 1 – 3 referto | Angola | Estadio Aldo Cantoni\| Arbitri: \| Enrico Armati Ulderico Barbarisi \| |
| Arbitri:                                  | Enrico Armati Ulderico Barbarisi |               |        |                                                                        |

#### Finale 9º - 10º posto
| San Juan 1º ottobre 2011, ore 13:30 UTC-3 | Svizzera                   | 4 – 3 referto | Germania | Estadio Aldo Cantoni\| Arbitri: \| Silvio Alcaide Alvaro Meza \| |
| Arbitri:                                  | Silvio Alcaide Alvaro Meza |               |          |                                                                  |

## Classifica finale
|     | Squadra     | G | V | N | P | GF | GS | Diff. | Note              |
| --- | ----------- | - | - | - | - | -- | -- | ----- | ----------------- |
| 1.  | Spagna      | 6 | 6 | 0 | 0 | 41 | 11 | +30   |                   |
| 2.  | Argentina   | 6 | 5 | 0 | 1 | 41 | 16 | +25   |                   |
| 3.  | Portogallo  | 6 | 5 | 0 | 1 | 49 | 15 | +34   |                   |
| 4.  | Mozambico   | 6 | 3 | 0 | 3 | 31 | 30 | +1    |                   |
| 5.  | Italia      | 6 | 4 | 0 | 2 | 31 | 14 | +17   |                   |
| 6.  | Cile        | 6 | 3 | 0 | 3 | 17 | 29 | -12   |                   |
| 7.  | Francia     | 6 | 3 | 0 | 3 | 21 | 25 | -4    |                   |
| 8.  | Brasile     | 6 | 3 | 0 | 3 | 35 | 25 | +10   |                   |
| 9.  | Svizzera    | 6 | 4 | 0 | 2 | 20 | 12 | +8    |                   |
| 10. | Germania    | 6 | 3 | 0 | 3 | 23 | 20 | +3    |                   |
| 11. | Angola      | 6 | 3 | 0 | 3 | 25 | 20 | ̟+5    |                   |
| 12. | Colombia    | 6 | 2 | 0 | 4 | 15 | 25 | -10   |                   |
| 13. | Stati Uniti | 6 | 2 | 0 | 4 | 24 | 49 | -25   |                   |
| 14. | Paesi Bassi | 6 | 1 | 0 | 5 | 8  | 38 | -30   | Campionato B 2012 |
| 15. | Inghilterra | 6 | 1 | 0 | 5 | 15 | 32 | -17   | Campionato B 2012 |
| 16. | Sudafrica   | 6 | 0 | 0 | 6 | 18 | 51 | -33   | Campionato B 2012 |

## Campioni
| Campione del Mondo 2011 |
| ----------------------- |
| Spagna 15º titolo       |